# كلورفينوكسامين
كلورفينوكسامين  (بالإنجليزية: Chlorphenoxamine)‏ هو من مضاد الهستامين و مضادات الكولين يستخدم للحكةو مرض باركنسون

## أسماء تجارية
Phenoxene.

## الزمرة الدوائية
مضاد الهيستامين

## الاستعمال
تفاعلات الحساسية.

## الآلية
هو مرافق لديفين هيدرامين، لديه خصائص مضادة للمسكارين وللهيستامين. ان يستعمل للغثيان والإقياء والدوخة وتفاعلات فرط الحساسية، واستخدم سابقاً للعلاج الأعراضي لداء باركنسون.

## تحذيرات
- الاستخدام المكثف.
- الأطفال والولدان.

## الجرعة
موضعياً أو تحت الجلد:
البالغين: يطبق عند الحاجة عدة مرات/يوم.